# Comuna Săcășeni, Satu Mare
Săcășeni (în maghiară: Érszakácsi) este o comună în județul Satu Mare, Transilvania, România, formată din satele Chegea și Săcășeni (reședința).

## Demografie
Componența etnică a comunei Săcășeni
     Maghiari (47,09%)
     Români (39,15%)
     Romi (6,7%)
     Alte etnii (0,35%)
     Necunoscută (6,7%)
Componența confesională a comunei Săcășeni
     Ortodocși (44,89%)
     Reformați (39,86%)
     Romano-catolici (4,14%)
     Penticostali (1,23%)
     Alte religii (2,91%)
     Necunoscută (6,97%)
Conform recensământului efectuat în 2021, populația comunei Săcășeni se ridică la 1.134 de locuitori, în scădere față de recensământul anterior din 2011, când fuseseră înregistrați 1.178 de locuitori. Cei mai mulți locuitori sunt maghiari (47,09%), cu minorități de români (39,15%) și romi (6,7%), iar pentru 6,7% nu se cunoaște apartenența etnică. Din punct de vedere confesional, cei mai mulți locuitori sunt ortodocși (44,89%), cu minorități de reformați (39,86%), romano-catolici (4,14%) și penticostali (1,23%), iar pentru 6,97% nu se cunoaște apartenența confesională.

## Politică și administrație
Comuna Săcășeni este administrată de un primar și un consiliu local compus din 9 consilieri. Primarul, Imre-Ferenc Balla[*], de la Uniunea Democrată Maghiară din România, este în funcție din 1 noiembrie 2024. Începând cu alegerile locale din 2024, consiliul local are următoarea componență pe partide politice:
|  | Partid                                 | Consilieri | Componența Consiliului | Componența Consiliului | Componența Consiliului | Componența Consiliului |
|  | -------------------------------------- | ---------- | ---------------------- | ---------------------- | ---------------------- | ---------------------- |
|  | Uniunea Democrată Maghiară din România | 4          |                        |                        |                        |                        |
|  | Partidul Național Liberal              | 3          |                        |                        |                        |                        |
|  | Partidul Social Democrat               | 2          |                        |                        |                        |                        |